# Polska Bibliografia Literacka
Polska Bibliografia Literacka (PBL) – ukazująca się rocznikowo seria wydawnicza, zapoczątkowana w 1954. 
Poszczególne roczniki dawały obraz bibliograficzny twórczości literackiej w języku polskim, nauki o literaturze oraz krytyki literackiej i teatralnej w kolejnych latach. Seria objęła roczniki od 1944/45 do 1988. Rocznik 1989 ukazał się w 2001 wyłącznie elektronicznie w postaci płyty CD-ROM, a począwszy od rocznika 1990 PBL jest publicznie dostępną bazą danych z interfejsem w postaci strony internetowej.

## Zawartość
PBL rejestruje:
- polskie teksty literackie i paraliterackie:
  - wydane w postaci książek i broszur, także w przekładach na języki obce
  - wydane w prasie i w wydawnictwach zbiorowych, także w przekładach na języki obce
  - wydane na płytach (od rocznika 1966)
  - wystawiane w teatrach (od rocznika 1966)
  - zapisane formy filmów fabularnych (od rocznika 1966)
  - zapisane formy audycji literackich w radiu i telewizji (od rocznika 1966)
- prace naukowo-literackie i krytycznoliterackie wydane osobno lub opublikowane na łamach czasopism
- prace z zakresu krytyki teatralnej, teorii, historii i organizacji teatru (od rocznika 1966)
- recepcję literatur obcych w Polsce (przekłady, opracowania)

Rejestracją objęte są teksty w drukach zwartych, w zależności od rocznika w od ok. 400 do ok. 700 czasopismach polskich i ok. 50 obcych, repertuar teatrów zawodowych, radiowe słuchowiska literackie, telewizyjne przedstawienia teatralne, scenariusze filmów fabularnych. Jeden rocznik zawiera od ok. 20 000 do ok. 60 000 opisów bibliograficznych pojedynczych utworów, wykonanych na podstawie oględzin przez bibliografa (opis z autopsji). Opis bibliograficzny podaje autorów, tytuł dzieła, sposób opublikowania, a w wypadku tekstów niesamoistnych tytuł czasopisma lub zbioru, w którym się ukazały. Opisy wydawnictw zbiorowych uwzględniają ich zawartość. Układ wersji drukowanej był systematyczny, z indeksem osobowym i przedmiotowym. W wersji internetowej opisy są przeszukiwalne.
W latach funkcjonowania cenzury PBL podlegała kontroli Głównego Urzędu Kontroli Prasy, Publikacji i Widowisk (GUKPPiW) i w związku z tym pomijała pewne informacje, między innymi dotyczące literatury emigracyjnej i drugiego obiegu. Ze względu na wieloletni cykl przygotowania, pierwszym rocznikiem wolnym od bezpośrednich ingerencji cenzury był 1984 (wydany 1993), a dopiero rocznik 1986 (wydany 1995) zawierał pełny zapis literatury drugiego obiegu.

## Historia
PBL jest od swojego powstania przygotowywana w Pracowni Bibliografii Bieżącej Instytutu Badań Literackich PAN w Poznaniu. 
Idea stworzenia PBL powstała w 1948. Autorami tego pomysłu byli Stefan Vrtel-Wierczyński i Kazimierz Budzyk. 
Pierwszy rocznik wyszedł w 1954 i zawierał bibliografię za rok 1948 (źródło podaje 1953, jednak pozostałe źródła podają 1954, taka data widnieje też na stronie tytułowej rocznika 1948). Kolejne roczniki wydawane w postaci drukowanej objęły okres od 1944/1945 do 1988 i ukazywały się zasadniczo w kolejności chronologicznej, jednak z pewnymi zaburzeniami, dotyczącymi pierwszej połowy lat 40. i pierwszej połowy lat 50. XX wieku. Początkowo rocznik był wydawnictwem jednotomowym, przy czym kilkukrotnie wydano po dwa roczniki w jednym tomie; wszystkie roczniki od 1977 począwszy były wydawane w postaci dwutomowej (dwutomowy był też podwójny rocznik 1974/1975). Największe opóźnienie miał rocznik 1954/1955 wydany w 1978. 
Wydawcą roczników był najpierw Zakład Narodowy im. Ossolińskich (Ossolineum), a od 1962 roku (rocznik 1957) Wydawnictwo Naukowe PWN (PWN). Rocznik 1989 ukazał się w 2001 tylko w postaci płyty CD-ROM, a materiał za lata kolejne udostępniany jest w postaci bazy danych publicznie i bezpłatnie dostępnej w internecie. W listopadzie 2011 baza obejmowała materiały za lata 1988–1998.
Redaktorem pierwszych roczników był Stefan Vrtel-Wierczyński. Od jego śmierci w 1963 kolejne roczniki mają indywidualnych redaktorów wybieranych spośród zespołu autorskiego. Redaktorami naukowymi serii byli kolejno:
- Barbara Rafałowska do 1956
- Witold Suchodolski 1957–1966
- Jadwiga Czachowska 1967–1992

## Nagrody
- Nagroda Zespołowa Sekretarza Naukowego PAN, 1975[1]
- Nagroda Funduszu Literatury, 1986[1]